# Мали Зденци
Мали Зденци су насељено мјесто у саставу града Грубишног Поља, у Бјеловарско-билогорској жупанији, Република Хрватска.

## Географија
Мали Зденци се налазе око 4 км југозападно од Грубишног Поља.

## Становништво
Према попису становништва из 2011. године, насеље Мали Зденци је имало 436 становника.
| Демографија | Демографија | Демографија |
| Година      | Становника  | Становника  |
| ----------- | ----------- | ----------- |
| 1961.       | 565         |             |
| 1971.       | 514         |             |
| 1981.       | 468         |             |
| 1991.       | 511         |             |
| 2001.       | 469         |             |
| 2011.       |             | 436         |

## Попис 1991.
На попису становништва 1991. године, насељено место Мали Зденци је имало 511 становника, следећег националног састава:
| Попис 1991.‍  | Попис 1991.‍  | Попис 1991.‍ | Попис 1991.‍ | Попис 1991.‍ |
| ------------ | ------------ | ----------- | ----------- | ----------- |
|              |              |             |             |             |
| Хрвати       | Хрвати       |             | 209         | 40,90%      |
| Чеси         | Чеси         |             | 169         | 33,07%      |
| Срби         | Срби         |             | 91          | 17,80%      |
| Југословени  | Југословени  |             | 15          | 2,93%       |
| Мађари       | Мађари       |             | 8           | 1,56%       |
| неопредељени | неопредељени |             | 19          | 3,71%       |
| укупно: 511  |              |             |             |             |